# 간체자

간체자(중국어 간체자: 简体字, 정체자: 簡體字, 병음: jiǎntǐzì)  또는 간화자(중국어 간체자: 简化字, 정체자: 簡化字, 병음: jiǎnhuàzì 젠화쯔[*])는 1956년에 중화인민공화국 주도로 창안된 한자이다. 정확히 말하면, 간체자는 과거 중국에서 존재했던 약자체를 모두 통칭하는 말이고, 현재 중국에서 사용되고 있는 규범화된 글자체만 지칭하는 말은 간화자라고 한다.
간체자는 중화인민공화국만이 공용 문자로 사용하고 있으며, 홍콩, 마카오, 타이완에서는 여러 이유로 사용되지 않는다. 싱가포르와 말레이시아를 비롯한 중화권 국가와 전 세계의 화교 사회에서는 정체자와 간체자를 혼용하지만 정체자 사용 비율이 더 높은 편이다.
1956년 「한자간화방안(漢字簡化方案)」이 발표된 후 간체자가 도입되었으며 1964년 「간화자총표(簡化字總表)」가 발표되었다. 간체자는 몇차례 수정을 거쳐 초안과 현재 사용되는 간체의 형태소가 다른것이 여럿 있다.
간화된 내용은, 변과 방으로 사용되지 않는 간화자 350자(제1표), 변과 방으로 사용하는 간화자 132자와 변과 방 14개(제2표), 제2표를 참고한 간화자 1753자(제3표), 총2235자로 이루어져 있다.

## 역사
오늘날 통용되는 간화자 체계는 중화인민공화국이 1950년대에서 1960년대에 추진한 결과물이지만, 한자를 간소화하여 사용하는 경향은 갑골문 시절부터 있어왔다. 다만 초서를 비롯한 극도로 간략화된 필기체가 생겨나기도 하였지만, 이렇게 간략화된 한자가 대중적으로 쓰인 적은 없었다.
청나라 말기, 1909년, 육비규(陸費逵)가 〈교육 한자〉창간호에 『일반 교육에 속자를 채용해야 한다』(普通敎育應當採用俗體字)라는 논문을 발표하여 간략화 운동이 시작되었다. 1919년 5·4 운동 이후 중국의 전통 문화와 가치에 대한 반발이 심해졌고, 그 가운데서 한자를 중국 근대화의 장애물로 여기는 경향이 강해졌다. 한자를 간략화하거나 아예 없애자는 주장들이 지식인들에 의하여 강하게 제기되었다. 5·4 운동을 이끈 푸쓰녠(傅斯年)은 한자를 일컬어 "소와 뱀 같은 귀신의 문자"(牛鬼蛇神的文字)"라고 혹평하였다. 중국의 대문호인 루쉰은 "한자가 멸하지 않으면 중국이 반드시 망한다"(漢字不滅, 中國必亡)고까지 주장하였다.
5·4 운동시대 1920년 첸쉬안퉁(錢玄同)은 신청년(新靑年)에 한자 획수를 줄이는 방안(減省漢字筆畫的提議)을 발표하고, 1922년 육비규와 함께 국어 통일 주비회(國語統一籌備會)에 상용 한자 전체의 획수를 줄일 것을 제안했다. 1934년에도 간략화된 한자를 제안하여, 1935년에는 2400자에 이르러 '간체자보'(簡體字譜)의 초안이 마련되었다. 국민정부의 교육부에서 324자의 '제1차 간략 한자표'(第一批簡體字表)를 발표했지만, 반대 여론으로 인해 실시되지는 않았다. 그 뒤로 간략자(簡略字)에 대한 수집은 줄었으나, 1937년 '자체 연구회'(字體研究會)가 1700자의 '간체자표 제1표'(簡體字表第一表)를 발표하였다.
1956년, 중국 문자 개혁 위원회(中國文字改革委員會)가 『한자 간화 방안 초안』(漢字簡化方案草案)'을 발표하고, 그해 3월 '한자 간화 방안'(漢字簡化方案)이 정식으로 발표되어, 514자의 간체자와 54개의 간화된 변과 방이 채용되었다. 그 뒤, 간화자는 1959년까지 네 번 발표되어, 1964년 '간화자 총표'(簡化字總表)로 정리되었다.
1977년, 중국 문자 개혁 위원회가 새롭게 『제2차 한자 간화 방안 초안』(第二次漢字簡化方案草案)을 발표하여, 한자의 새로운 간략화를 목표로 하였다. 그러나 이것은 문화대혁명 직후에 만들어져서 너무 졸속한 방안이었고, 자체가 너무 간략화되어 읽기 어렵고 또한 원래의 뜻을 모조리 망쳐놓았다는 등의 비판을 들으며 8년간의 시험 후 결국 폐기되었다. 이 간화자는 이간자(二簡字)라고도 불린다. 그 이후 새로운 문자 개혁은 하지 않고, 간화자는 안정기에 들어 갔다.

## 간화자 보급 이후
현재 중화인민공화국에서는 출판물에 간화자를 사용하고 있고, 학교에서도 간화자를 교육하여 번체자를 읽을 수 있는 사람이 점점 줄어들고 있다. 이에 대한 반발로, 중화인민공화국의 정식 의회인 인민정치협상회의의 판칭린(潘慶林) 등 중국의 개혁적인 의원들은 중국 전통의 단절 현상이 심각하다면서 정체자 재교육을 강력히 주장한 바가 있다. 중화인민공화국은 그동안 한자 통일 논의에서 소극적이고 간화자의 보급을 중점적으로 추진하였는데, 최근 미국과 영국과 프랑스와 러시아와 독일 등 선진국들의 적극적이고 강력한 요청으로 중화인민공화국에서 한자 통일을 주제로 베이징 촨메이(傳媒) 대학교에서 열린 제8회 국제한자회의가 열리기도 하였다. 이 회의의 주제는 간체자 사용을 자제하고 정체자 사용을 활발히 하여 정체자가 공식 통용되는 언어로 등극할 수 있게 하는 것이었다. 여기서 확인된 중화인민공화국의 입장은 간화자는 버릴 수 없으나 정체자에 대한 탄압은 자제하고 하나의 전통문화로 의연하게 다루겠다는 것이었다.
한편, 홍콩과 마카오의 경우 제국주의 열강의 식민 통치로 인해, 타이완에서는 전통문화의 보존 및 정치적 상황 등의 배경으로 인해 정체자인 번체자를 그대로 고수하고 있다. 타이완이나 홍콩과 마카오, 그리고 다른 화교권에서는 정체자를 계속 사용하고 있기 때문에 간체자를 읽을 수 있는 사람이 적다. 중화민국의 한 여론 조사에 따르면, 45%는 간체자를 전혀 못 읽으며, 41%는 조금만 읽을 수 있고 14%는 완전히 읽을 수 있다는 결과가 나왔다.

## 간략화 원리
다음과 같은 방법으로 한자를 간략화하였다.

#### 같거나 비슷한 음의 다른 한자로 대체
| - 餘 남을 여→余 나 여 - 後 뒤 후→后 임금 후 - 裏/裡 속 리→里 마을 리 - 穀 곡식 곡→谷 골 곡 - 醜 추할 추→丑 소 축 - 鬥 싸울 투→斗 말 두 - 麵 국수 면→面 낯 면 - 製 지을 제→制 절제할 제 - 徵 부를 징→征 칠 정 - 癥 적취 징→症 증세 증 - 劃 그을 획→划 삿대 화 - 乾 하늘 건, 幹 줄기 간, 榦 줄기 간→干 방패 간 - 臺 대 대, 檯 대 대, 颱 태풍 태→台 별 태 - 衝 찌를 충, 沖 화할 충→冲 화할 충 | - 鬱 답답할 울→郁 성할 욱 - 瀋 즙낼 심→沈 잠길 침 - 澱 앙금 전→淀 앙금 정 - 範 법 범→范 성씨 범 - 蘋 네가래 빈→苹 개구리밥 평 - 鬆 소나무 송→松 소나무 송 - 睏 곤할 곤→困 곤할 곤 - 摺 접을 접→折 꺾을 절 - 鼕 북소리 동→冬 겨울 동 - 闆 문안에서볼 반→板 널판지 판 - 簾 발 렴→帘 발 렴 - 築 쌓을 축→筑 악기이름 축 - 闢 열 벽→辟 피할 피 - 僕 종 복→仆 엎드릴 부 - 樸 순박할 박→朴 성씨 박 - 傢 가구 가→家 집 가 | - 曬 쬘 쇄→晒 쬘 쇄 - 薑 생강 강→姜 성씨 강 - 夥 많을 과→伙 세간 화 - 鞦 밀치 추→秋 가을 추 - 韆 그네 천→千 일천 천 - 硃 주사 주→朱 붉을 주 - 緻 빽빽할 치→致 이를 치 - 颳 모진바람 괄→刮 긁을 괄 - 齣 단락 척→出 날 출 - 纔 재주 재→才 재주 재 - 纍 맬 류→累 여러 루 - 矇 청맹과니 몽, 濛 가랑비올 몽, 懞 어두울 몽→蒙 어두울 몽 - 蔔 무 복→卜 점 복 - 迴 돌아올 회→回 돌아올 회 - 鏇 갈이틀 선→旋 돌 선 | - 麯 누룩 곡→曲 굽을 곡 - 剋 이길 극→克 이길 극 - 捨 버릴 사→舍 집 사 - 係 이을 계, 繫 맬 계→系 이을 계 - 鹹 짤 함→咸 다 함 - 嚮 향할 향→向 향할 향 - 禦 막을 어→御 어거할 어 - 釐→厘 - 籲→吁 - 準→准 - 幾→几 - 閤→合 - 鬍→胡 - 灑→洒 - 塗→涂 - 捲→卷 | - 願→愿 - 據→据 - 錶→表 - 誇→夸 - 屍→尸 - 窪→洼 - 灕→漓 - 嚇→吓 - 彆→別 - 葉→叶 - 踴→踊 - 櫃→柜 - 價→价 |

#### 해서체를 초서체로 변환
| - 當→当 - 韋→韦 - 書→书 - 門→门 - 長→长 | - 樂→乐 - 車→车 - 興→兴 - 頭→头 - 實→实 | - 東→东 - 專→专 - 過→过 - 報→报 - 盡→尽 | - 為→为 - 應→应 - 僉→佥 - 壽→寿 - 會→会 | - 髮→发 - 鄭→郑 - 嘗→尝 |

#### 획수가 많은 부분을 특정 글자로 대체
| 又 - 對→对 - 鄧→邓 - 觀→观 - 歡→欢 - 權→权 - 勸→劝 - 僅→仅 - 嘆→叹 - 艱→艰 - 難→难 - 漢→汉 - 鷄→鸡 - 戲→戏 - 聖→圣 - 睪→𠬤 - 聶→聂 - 轟→轰 - 雙→双 - 鳳→凤 乂 - 風→风 - 趙→赵 - 區→区 - 岡→冈 - 義→义 | 文 - 這→这 - 齊→齐 - 劉→刘 不 - 懷→怀 - 壞→坏 - 環→环 - 還→还 舌 - 亂→乱 - 辭→辞 - 敵→敌 - 適→适 米 - 繼→继 - 斷→断 - 淵→渊 - 婁→娄 云 - 層→层 - 壇, 罎→坛 - 動→动 | 𫥎 - 攙→搀 - 讒→谗 - 饞→馋 业 - 亞→亚 - 壺→壶 リ - 帥→帅 - 師→师 - 歸→归 夕 - 羅→罗 - 歲→岁 力 - 邊→边 - 窮→穷 巳 - 導→导 - 異→异 | ⺌ - 學→学 大 - 慶→庆 - 牽→牵 ⿰丿丨 - 喬→乔 - 養→养 击 - 擊→击 - 陸→陆 戈 - 堯→尧 南 - 獻→献 禹 - 屬→属 卩 - 倉→仓 | 关 - 聯→联 匕 - 侖→仑 乚 - 禮→礼 ノ - 幣→币 ス - 巠→𢀖 寸 - 襯→衬 |

#### 일부분을 생략한 후 변형
| - 麗→丽 - 歸→归 - 顯→显 | - 爺→爷 - 纏→缠 - 獸→兽 | - 縣→县 - 懸→悬 - 處→处 | - 雜→杂 - 脅→胁 - 嶺→岭 | - 節→节 - 趕→赶 |

#### 일부분만 남기고 지우기
| - 廣→广 - 廠→厂 - 寧→宁 - 習→习 - 親→亲 - 業→业 - 鄉→乡 - 術→术 - 開→开 - 關(関)→关 - 醫→医 - 聲→声 - 鑿→凿 - 豐→丰 | - 號→号 - 蟲→虫 - 鞏→巩 - 時→时 - 際→际 - 標→标 - 錄(録)→录 - 厭→厌 - 壓→压 - 孫→孙 - 兒→儿 - 掃→扫 | - 婦→妇 - 務→务 - 霧→雾 - 寶→宝 - 繭→茧 - 糶→粜 - 條→条 - 隨→随 - 橢→椭 - 墮→堕 - 雖→虽 | - 齒→齿 - 擊→击 - 虜→虏 - 慮→虑 - 鹵, 滷→卤 - 謄→誊 - 協→协 - 奪→夺 - 奮→奋 - 糞→粪 - 隸→隶 - 飛→飞 - 類→类 - 傭→佣 | - 癤→疖 - 競→竞 - 殼→壳 - 殺→杀 - 觸→触 - 濁→浊 - 獨→独 - 與→与 - 滅→灭 - 蕓→芸 - 澐→沄 |

#### 번체 또는 이체자의 윤곽 특징 살리기
| - 龜→龟 - 農→农 | - 傘→伞 - 導→导 | - 烏→乌 - 鳥→鸟 | - 島→岛 - 馬→马 | - 魚→鱼 |

#### 형성자를 신조
| - 驚→惊 | - 護→护 |

#### 회의자를 형성자로 변형
| - 華→华 - 畢→毕 - 種→种 | - 憲→宪 - 歷→历 - 據→据 | - 賓→宾 - 勝→胜 - 達→达 | - 進→进 - 豈→岂 | - 戰→战 - 郵→邮 |

#### 속자나 이체자로 대체
| - 塵→尘 - 竈→灶 | - 眾→众 - 無→无 | - 體→体 - 國→国 | - 陽→阳 - 陰→阴 | - 萬→万 - 響→响 |

#### 고자로 대체
| - 從→从 - 網→网 | - 電→电 - 憑→凭 | - 復→复 - 雲→云 |

#### 일본의가타카나를 모방한다
- 衛→卫[32]

## 이체자 정리
1955년 중국한자개혁위원회는 「간화방안」에 앞서, 「제1차이체자정리표」를 발표하여, 1865자의 글자를 810자로 정리하였다. 예를 들어 「并・並・併・竝」을「并」로, 「屍・尸」을「尸」등이 있다.

## 간체자 논쟁
간체자가 중화인민공화국에 의해 창안된 이래, 중국 대륙의 성장과 함께 중국 대륙을 비롯한 세계 각지에서 간체자를 사용하는 비중이 날로 증대하였고 중국어를 배우는 외국인도 북경어를 배워 간체자를 학습하는 일이 많아졌다. 이에 대해 중화민국이나 홍콩 등 아직 정체자를 사용하는 곳이나 중화인민공화국 내 정체자로의 복귀 또는 정체자 교육 강화를 주장하는 세력들에 의해 정체자의 우수성이 주장되어 왔고, 간체자와 정체자 간의 주요 논쟁을 이루고 있다. 이 논쟁을 중국에서는 번간지쟁(繁簡之爭)이나 정간지쟁(正簡之爭)으로 부른다. 이 논쟁은 중화권 뿐만 아니라 해외 화교들 사이에서도 격렬한 논쟁을 불러왔고 또한 현재진행형이다. 정치적 이데올로기와 문화적 정체성의 문제가 한데 얽혀있기 때문에 논쟁이 격하고 치열하다.
중국의 유명 작자 바진(巴金)은 《수상록·한자개혁(隨想錄·漢字改革)》에서 문어(文語)의 개혁에 주의를 촉구했다. 홍콩, 중화민국의 교육받은 이들조차 중국 대륙에서 발간한 책을 읽을 수 없으며, 중국 대륙에서도 중화민국과 홍콩의 서적을 읽을 수 없어, 이러한 간극의 발생을 간체화의 큰 단점이라고 꼬집었다. 또한 세계 각지의 중국인들뿐만 아니라 한자 문화권 내 국가 간 한자를 통한 의사 소통이 가능함을 언급하며 과도하게 간체화하지 않아야 할 장점이라고 주장했다. 이에 대해 간체화를 옹호하는 이는, 하나의 한자 체계를 잘 교육받은 사람이라면 경험과 잦은 노출을 통해 다른 한자 체계를 금세 익히는 것은 어려운 일이 아니라고 본다. 대륙과 타이완은 간체와 정체와 관련된 갈등을 빚고 있다.

### 문화적 정통성
정체자의 입장
그 동안 진행되어 온 한자의 변화는 양식의 사소한 변경에 불과하지 문자 구조의 변경은 아니다. 특히 진시황 이후의 역사는 더욱 그러하다. 중국 대륙의 중공 정부가 진척시킨 간체화 사업은 중화인민공화국 정부가 그들이 내세우는 근대화라는 정치적인 목표의 달성을 위해 중국의 전통 문화를 곡해하기 위한 사업이다. 인위적이고 무리한 문자의 변경은 부수와 뜻과 소리에 기초하여 만들어진 한자의 특질을 무시하고 파괴하는 것이다. 聖을 圣으로 간화한 것은 聖의 부수인 耳을 버리고 엉뚱한 土를 부수로 취한 경우와 愛를 爱로 간화한 것은 愛의 부수인 心을 버리고 엉뚱한 友를 부수로 취한 경우를 대표적인 예로 들 수 있다.
간체자의 입장
한자는 수천년 동안 끊임없이 변화해왔다. 갑골 문자, 금문, 전서, 예서, 해서에 이르기까지 한자의 모양은 계속 변해왔다. 더욱이, 현대 간체자 체계가 채택한 간략화 방법은 이미 예전부터 禮를 礼로도 썼듯이 수 세기 동안 역사적으로 통용되어 온 방법을 사용하였거나 시대를 거치며 지나치게 복잡화되었던 몇몇 정체자를 과거의 쉬운 형태로 복원하는 방법을 사용하였다. (후자의 예는 云으로 이 글자는 처음에 구름의 뜻으로 쓰였는데 이를 운(云)과 모양이 중복되어 雲이 이후 통용되었다. 이에 현대 간체자를 옛 모양으로 복원시켜 雲 대신 云을 구름으로 쓴다.)

### 문맹률과 식자율
정체자의 입장
문맹률과 식자율은 대중 교육의 접근도에 의해 결정되는 것이다. 간체화와 식자율 간의 상관관계를 입증할 자료는 충분하지 않다. 미국 CIA 월드팩트북 2007년 자료에 따르면, 2002/2003년 식자율은 정체자를 사용하는 대만이 96.1%, 간체자를 사용하는 중국 대륙이 90.9%이다. 청나라나 중화민국 시절과 비교하는 것은 문맹률이 90%에 달하는 시절과의 비교이어서 어불성설이다. 문맹률의 감소는 대중 교육과 학교 제도의 활성화, 시골 지역의 관리 제고와 관련이 있다. 심지어는 중국 공산당 측에서도 문맹률의 감소와 간체자를 연결시키지 않는다.
간체자의 입장
획수가 정체자보다 적어 배우기가 쉽고, 간체화 사업 이후 중국 대륙의 도시와 시골의 문맹률은 줄고 식자율이 늘어났다. 이는 정체자가 공식 문자 체계였던 중화민국의 중국 대륙 통치 시기나 청나라의 시기에는 볼 수 없었던 것이다. 비록 현재 정체자를 쓰는 중화민국이 더 나은 식자율을 보여 주지만 50배의 인구와 260배의 영토를 가진 중화인민공화국과 비교하기는 어렵다. 그리고 지역적으로 보면 광둥성의 문맹률은 3.84%(2004년), 광시 좡족 자치구의 문맹률은 3.79%인데 대만의 문맹률은 이것보다 약간 낮은 정도에 불과하다.

### 전통 문화의 보존
정체자의 입장
스웨덴의 중국학자 베른하르트 카를그렌은 1929년에 "중국이 한자를 버리는 날, 중국은 중국 문화의 근본을 포기하는 것이다."라고 경고한 바 있다. 전통 문화를 상징하는 한자를 간체화하려는 주체인 중화인민공화국 정부는 중국 전통 문화를 문화대혁명 등을 통해 무자비하게 훼손해온 바 있다. 아울러 미국과 영국과 프랑스와 러시아와 독일 등 선진국들도 중국의 전통 문화를 파괴한 주범인 간체자를 강력히 반대하고, 중국의 전통 문화를 되살리는 영웅인 정체자로 완전히 지정되어 모든 국민들이 정체자를 쓰는 그 날, 중국이 비로소 미국을 밀어내고 전 세계에서 최고의 대제국으로 군림하게 될 것이라고 주장한 바 있다.
간체자의 입장
중국 대륙 정부 이전에도 간체화의 움직임은 20세기 초반부터 있었다. 1950년대 시작된 간체화는 1960년대에 와서야 시작되는 문화대혁명과는 거리가 멀다.

### 혼동의 문제
정체자의 입장
無를 无로 간화해 天과 상당히 헷갈린다. 設과 沒를 각각 设과 没로 간화하여 평시 손으로 적는 경우에는 분별이 어렵다. 活와 話도 活와 话로 바뀌어 필기할 때 혼동되기 상당히 쉽다. 한자 공부를 하는 학생들과 학자들의 입장에서는 상당히 짜증이 날 수 있다.
간체자의 입장
書→책, 晝→낮, 畫→그림를 각각 书, 昼, 画로 바꿈으로써 분별이 보다 쉬워졌다.

### 쓰는 속도
정체자의 입장
옛날 글로 직접 쓰는 속도는 문제가 되었지만, 현대 시대에 들어 컴퓨터 시대를 맞이하자 컴퓨터로 쓰는 속도는 전혀 문제가 되지 않는다. 입력기(IME)등을 통해 손쉽게 입력할 수 있다. 알파벳인 한어병음이나 별도로 개발된 주음부호를 통해 컴퓨터로 한자를 입력하고 있고, 정체자든 간체자든 입력 속도는 비슷하다. 손으로 쓰는 경우에 있어서도, 여전히 많은 사람들은 행서를 통해 쓰는 시간을 줄이고 초서의 경우는 속기시 이용된다.
간체자의 입장
획수가 적어 쓰기가 편하고 빠르다. 15획이 넘어가는 글자가 정체자에 많은데 쓰기가 특히 어렵다. 중국어 정체자: 邊은 무려 18획인데 비해 중국어 간체자: 边은 고작 5획이다.

### 형성자 원리
정체자의 입장
간체자는 한자의 형성자 원리를 완전히 해치고 있다. 중국어 정체자: 盤, 병음: pán의 소리 부분은 중국어 정체자: 般, 병음: ban인데 盤를 盘로 간화함으로써 발음이 엉뚱한 중국어: 舟, 병음: zhōu가 포함되었다. 그리고 중국어 정체자: 盧, 병음: lú와 중국어 정체자: 爐, 병음: lú는 盧를 공통 부분으로 하고 있던 것을 卢와 炉로 간화하였는데 炉의 발음은 중국어: 戶, 병음: hù와는 멀다.
- 愛→爱(사랑 애): 마음(心) 없이 사랑은 어떻게 하는가?
- 義→义(옳을 의): 도의를 따지지 않는 것은 나(我)와 상관이 없기 때문이다.
- 導→导(이끌 도): 더 이상 길(道)이 없는 지도자.
- 親→亲(친할 친): 서로 볼(見) 수 없는데 어찌 서로 친할 수 있는가?
- 選→选(고를 선): 어떻게 고를지 함께(共) 정하지 않고 일부 사람들이 먼저(先) 고른다.
- 鄉→乡(시골 향): 고향을 되돌아보지만 사내(郞)들은 보이지 않네

간체자의 입장
많은 한자가 뜻 부분과 음 부분 글자의 결합하여 만드는데, 간체화를 통해 형성자 원리에 부합되는 간체자가 많이 만들어졌다. 중국어 정체자: 憂, 병음: you→걱정을 忧로 간화함으로써 心이 뜻은 살리면서 중국어 간체자: 尤, 병음: yóu의 발음도 글자에 들어갔다.

### 부수
정체자의 입장
급격한 자형의 변화로 초래된 한자간 연결고리가 끊어져 뜻에 해당하는 한자, 소리에 해당한자를 모두 익힌 학생도 뜻+소리로 결합된 한자를 익힐 때 어려움을 겪는다. 鬧가 闹로 간화되어 門이 부수가 되는 오류를 낳았다. 愛를 爱로 간화해 心의 부수가 없어졌다.
간체자의 입장
처음부터 부수 체계가 완벽하게 갖추기는 어려운 법이고 笑조차도 웃음이라는 뜻과 무관한 대나무 竹을 부수로 쓰고 있다.

### 글자의 통합
정체자의 입장
後와 后를 后로 통합, 隻와 只를 只로 통합, 發와 髮를 发로 통합, 週와 周를 周로 통합, 穀와 谷을 谷로 통합하는 등 분별이 상당히 어렵다. 그래서 한자 공부를 하는 학생들과 학자들의 입장에서는 상당히 짜증이 날 수 있다.
간체자의 입장
글자 간 통합으로 오는 모호함은 적은 편이다.

## 기타
2008년 베이징 올림픽에서는 국가의 입장 순서를 간체자의 획수로 정했다.

## 같이 보기
- 한자
- 정체자
- 제2차 한자 간화 방안
- 약자
- 본자